# Guerra Baekje-Tang
A Guerra Baekje-Tang foi travada entre Baekje e as forças aliadas de Tang e Silla entre 660 e 663; era de alguma maneira, uma continuação da Guerra Goguryeo-Tang que estava a ser travada quando a de Baekje-Tang deflagrou. Silla lutou sozinha no princíoio, perdendo um número significativo de tanto soldados mas também território. Após vários ataques e razias das forças combinadas de Baekje e Goguryeo, o rei Muyeol pediu ajuda ao Imperador Gazong de Tang para defender o seu reino exausto dos ataques inimigos, prometendo cessões territoriais aos Tang. O Imperador Gaozong recebeu o pedido e respondeu a começos de 600 enviando uma força expedicionário para invadir Baekje. Su Dingdang foi nomeado comandante das forças Tang. Em 668, após uma miríade de escaramuças  devastantes, os reinos de Gorguryeo e Baekje sucumbiram perante dous ataques finais no final de 668 pelos exércitos numéricamente superiores da dinastia Tang e Silla.
A guerra efectivamente acabou com o período dos Três Reinos na Coreia que começara em 57 a.C.. O período acabou definitivamente com a Guerra Goguryeo-Tang.

## Contexto
O reino de Silla formara uma aliança militar com o Império Tang no reinado do Imperador Gaozong. Quando Gorguyeo e Baekje atacaram Silla desde o Norte o Oeste respectivamente, a rainha Seondeok de Silla enviara um emissário para o Império Tang, pedindo uma ajuda militar desesperadamente. Em 650, o Imperador Gaozong recebeu um poema, grafado pela rainha Seondeok, entregado pelo emissário princepesco Kim Chunchu (que se tornaria no rei Muyeol de Silla). Baekje tinha-se aliado com Yamato Wa em 653. Embora Baekje estivesse aliado com Goguryeo, o vale do rio Han separava os dous estados era um obstáculo para a deslocação de soldados para ajudar-se durante a guerra. O rei Muyeol assumiu o trono de Silla em 654. Entre 655 e 659, a raia de Silla foram ameaçadas por Baekje e Gorguryeo; ipso facto, Silla pediu ajuda aos Tang.

## Desenvolvimento
Em 658, o Imperador Gaozong enviou um exército para atacar Gorguryeo. Pouco depois, em 660, ele mandou um exército de cento e trints mil homens para Baekje para aliviar Silla. Durante esta expedição, o Almiral Su Dingfang comandou a frota Tang e desembarcou directamente para atacar Baekje. A armada Tang atravessou o Mar Amarelo em direcção ao rio Geum e desembarcou com as suas tropas na costa occidental de Baekje. Após o desembarco, as cento e trinta mil tropas Tang marcharam até Sabi, a capital de Baekje.
O príncipe Kim Beopmin, o general Kim Yusin, o general Kim Punmil e o general Kim Heumsun foram despachados para comandar cinquenta mil soldados de Silla e marchar para Oeste até despoletar a Batalha de Hwangsanbeol. As forças de Silla marcharam até à fronteira oriental de Baekje e atravessaram-na pelas montanhas Sobaek. O general Kim Yusin liderou o exército de Silla ao longo dos passos de Tanhyon pela planície de Hwangsan. O general Gyebaek só conseguiu reunir cinco mil tropas de Baekje para defender a posição frente às forças de Silla. Na planície de Hwangsan, o exército de Silla derrotou as forças do general Gyebaek.
Em 660, a capital de Baekje, Sabi, caiu perante as forças de Tang e Silla. Por volta de dez mil tropas de Baekje foram mortas no cerco. Baekje foi conquistado a 18 de Julho de 660, quando o rei Uija de Baekje rendeu-se em Ungjin. O exército de Tang tomou prisioneiro o rei, o príncipe, noventa e três oficiais e vinte mil tropas como prisioneiros.
Em 660, a capital de Baeje, Sabi, caiu frente às forças de Tang e Silla. Por volta de dez mil tropas de Baekje foram mortas no cerco. Baekje foi conquistada a 18 de Julho de 660, quando o rei Uija de Baekje se rendeum em Ungjin. O exército Tang capturou o rei, o príncipe herdeiro, noventa e três funcionários e vinte mil soldados como prisioneiros. O rei e o príncipe herdeiro foram enviados como reféns ao Império Tang. O Império Tang anexou o território e estabeleceu cinco administrações militares para controlar a região conquistada, em vez de a ceder a Silla, condição que árduamente aceitou.

## Consequências
Num esforço final, o general Gwisil Boksin liderou a resistência de Baekje contra a ocupação Tang. Ele pediu a ajuda militar dos seus aliados Yamato. Em 662, a Imperatriz Saimei e o Imperador Tenji (naquela altura príncipe Naka no Ōe) preparam-se para a batalha e enviaram o príncipe Buyeo Pung de Baekje, que tinha vivido em Yamato por mais de trinta anos, para assisti-lo. Em 662, enviaram uma expedição para auxiliar o general Gwisil Boksin. Um ano depois, vinte sete mil tropas Yamato foram enviadas como reforços. A frota Tang, composta por cento e vinte barcos, avançou para Chuyu e cercou a cidade no rio Baekgang. Ao começar o combate entre a frota Yamato e Tang, os Tang cargaram contra os Yamato, destruindo-os. Em 663, a resistência de Baekje e as forças de Yamato foram aniquiladas pelas forças de Tang e Silla na batalha de Baekgang.